# فرائية
الفِرائِيَّة (الاسم العلمي: Sisyrinchium)، جنس كبير (العدد) من النباتات الحولية أو المعمرة المُزهرة المنتمية إلى فصيلة السوسنية. موطنها الأصلي العالم الجديد، تُعرف أنواعه باسم الأعشاب ذات العيون الزرقاء، ومع أنها ليست أعشابًا حقيقية وتضم أصنافًا أزهارها ليست الزرقاء، فهي أحادية الفلقة. العديد من الأنواع في شرق الولايات المتحدة مهددة أو معرضة للخطر.